# Gilbert Moevi
Gilbert Moevi (* 1. September 1934 in Lomé, Togo; † 26. Februar 2022) war ein französischer Fußballspieler.
Moevi absolvierte seine komplette Karriere beim südwestfranzösischen Klub Girondins Bordeaux. In seiner ersten Saison dort kam er auf 14 Einsätze in der ersten Liga. Nach dem Abstieg in die zweite Liga konnte er sich im Team weiter etablieren. 1962 gelang der Wiederaufstieg. Moevi stand mit seinem Team im Pokalfinale 1964, welches jedoch mit 0:2 gegen Olympique Lyon verloren ging. Er spielte außerdem fünfmal im europäischen Wettbewerb. 1967 beendete er seine Karriere, ohne jemals den Verein gewechselt zu haben.